# Frenello
Un frenello, detto anche sperone, è una muratura di spessore contenuto (di norma al massimo due teste di mattone), realizzato all'estradosso di una volta, con direzione normale alla generatrice, avente il profilo inferiore che segue l'andamento curvilineo della volta e il profilo superiore abitualmente orizzontale.
L'uso di questi elementi, disposti con interasse regolare, contribuisce a stabilizzare la forma della volta, impedendo cinematismi; la distribuzione spaziale del materiale strutturale in corrispondenza dei frenelli determina una maggiore rigidezza locale della volta e conseguentemente una via preferenziale per il trasferimento delle spinte laterali ai muri di piedritto.
Lo spazio compreso tra due frenelli adiacenti può essere riempito di materiale sfuso (calcinacci, frammenti di laterizio, ecc.) o essere lasciato vuoto e coperto da voltine dette porcelle, o più raramente bronzine, (oggi spesso sostituite da tavelloni) o da un tavolato ligneo poggiante su travetti, contribuendo così a ridurre il carico gravante sulla volte e quindi sui piedritti.